# ストラテジーX
- ストラテージX
- ストラテジィX
- ストラテジーX

『ストラテジーX』（ストラテジー・エックス、ストラテージX、英: Strategy X）は、コナミ工業が開発し、日本では1981年12月に発売された業務用ビデオゲーム。戦車を操作して、随時燃料を補給しながら砲塔の向きを変えて敵を撃破し、地形の最奥に位置する「イモタリアン」の破壊を目指すシューティングゲームである。
本作の販売は日本国内ではコナミ工業とセガ・エンタープライゼスが担当し、日本国外ではスターンが販売を担当した。

## ゲーム内容
本作は戦車を操作し、敵を迎撃しながら障害物を回避し、敵の本拠地である「イモタリアン」の撃破を目指すゲームである。また、本作は全5面構成で、面の進行をプレイヤーが制御できる任意スクロール方式となっている。
自機の戦車は移動と砲台の回転を個別に操作可能であり、砲台の向きを制御して敵を狙い撃つ必要がある。
また、戦車には燃料の概念が存在しており、移動や砲撃および時間の経過で減少する。燃料は道中に設置された「FUEL」の上に接触することで補給でき、「FUEL」が消滅するまで補給するとボーナス得点を取得できる。
道中には弾薬庫、地雷などの複数の障害物が設置されている。障害物は接触すると自機が破壊されるものや、上に乗ると滑るもの、砲撃で破壊不可能なものなどが存在する。弾薬庫については破壊すると爆発が発生し、その付近に自機が位置しているとその巻き添えとなり破壊される。
また、自機に向けて攻撃する敵としてキャノンやジープ、タンクが出現し、敵の構成は面ごとに変化する。これらの敵は地形に固定されたものや、体当たり攻撃を行うものなど、異なる移動形態や攻撃方法を持っており、状況に応じた対処が必要となる。
イモタリアンを撃破すると1周クリアとなり、クリア後は1面に戻る周回制の仕様となっている。周回を重ねるごとに難易度は向上し、敵の攻撃が激化するほか、燃料の消費速度も上昇する。
獲得した得点が10,000点に達するか、イモタリアンを撃破すると残機が1つ増加する。その一方で、敵や障害物に接触するか、燃料が無くなると残機が1つ減り、残機を全て失うとゲーム終了となる。なお、本作はコンティニュー機能が存在しており、進行状態を維持したままの再開が可能となっている。

## 発売経緯
『ストラテジーX』の開発はコナミ工業の手により1981年2月に開始され、1981年10月に製品として完成に至った。同月に開催された「第19回アミューズメントマシンショー」では、「タイプ112」のモデル番号を用いて本作を披露した。
ショー展示後、コナミ工業は本作の正式タイトルが『ストラテージX』であることを公表し、宣伝広告を『ゲームマシン』紙などに掲載して、同時にコピー基板の製造販売に対する警告を発した。その後、1981年11月から北米地域に向けた輸出が行われ、日本では1981年12月20日に販売が開始された。

## STRONG X事件
1981年末の『ストラテジーX』の発売後ほどなくして、『ストロングX（STRONG X）』という名称の本作のコピー基板が、正規の製品よりも安価な価格で市場に流通し始めた。当該基板は『ストラテジーX』のタイトル名および著作権表記のみを改変したもので、ゲーム内容は同一であった。また、付属のインストラクションカードも同様に、名前と著作権表記および「あそびかた」の文字の追加を除いて、全くの同一文章で構成されていた。
コナミ工業は1982年2月8日に製造元の企業に対して『ストロングX』の販売の差し止めを求める仮処分申請を東京地裁に提出し、同年3月24日に同地裁は仮処分を認めた。また同年4月22日には、損害賠償請求に備えて、製造元の企業に対する仮差押えの申し立てを大阪地裁に行い、同日中にその決定が下された。同月28日には、東京地裁によって仮差押えの執行が行われ、その際にコナミ工業の他作品のコピー基板も発見された。ビデオゲームの無断コピー事件において仮差押えが行われたのは、これが初の事例であった。
同年6月14日にコナミ工業は製造元の企業に対し、コピー基板の販売によって販売機会とその利益を侵害されたとして、損害賠償を求める民事訴訟を大阪地裁に提起し、1983年10月まで審理が続けられた。1984年1月26日に大阪地裁はコナミ工業の主張を全面的に認める判決を下した。判決では、『ストラテジーX』のプログラムを著作物に認定した上で、製造元の企業に対してその無断コピーが著作権侵害に該当するとして、『ストロングX』の製造・販売の差し止めと請求通りの損害賠償を命じた。この判決はビデオゲームのプログラムを著作物として認め、その無断複製を著作権侵害と判断した事例の一つとなり、タイトーがコピー業者を相手に提起した1982年12月の東京地裁判決および、同様の1983年3月の横浜地裁判決に続くものとなった。
なお、製造元の企業は1983年4月に事実上の倒産状態となっていたため、コナミ工業は代表者個人に対しても法的措置を進めていたが、1987年2月に和解が成立している。

## 移植版
| タイトル                                                            | 発売日         | 対応機種                                 | 開発元                  | 発売元                     | 販売形態・メディア                            | 備考                                                                     |
| ------------------------------------------------------------------- | -------------- | ---------------------------------------- | ----------------------- | -------------------------- | --------------------------------------------- | ------------------------------------------------------------------------ |
| Strategy X                                                          | 不明           | Atari 2600                               | -                       | - コナミ工業 - 学習研究社  | パッケージ販売 （ROMカートリッジ）            |                                                                          |
| 戦車バトルX                                                         | 2002年4月17日  | iアプリ （503・FOMA2000シリーズ）        | -                       | コナミモバイル・オンライン | ダウンロード配信・定額課金 （コナミネットDX） | アーケードモードのみ。                                                   |
| 戦車バトルX                                                         | 2003年11月19日 | iアプリ （505・504・FOMA2102/2051/2701） | -                       | コナミオンライン           | ダウンロード配信・定額課金 （コナミネットDX） | アーケードモード、アレンジモードを搭載。                                 |
| 戦車バトルX                                                         | 2004年2月19日  | Vアプリ                                  | -                       | コナミオンライン           | ダウンロード配信・定額課金 （コナミネットDX） | アーケードモード、アレンジモードを搭載。                                 |
| Strategy X                                                          | 2010年5月26日  | - Microsoft Windows - Xbox 360           | Krome Studios           | Microsoft Game Studios     | ダウンロード販売・DLC （Game Room）           | 業務用版のエミュレーション移植。                                         |
| - アーケードアーカイブス ストラテジーX - Arcade Archives STRATEGY X | 2025年6月19日  | PlayStation 4                            | ハムスター （移植担当） | ハムスター                 | ダウンロード販売 （PlayStation Store）        | - 業務用版のエミュレーション移植。 - 『アーケードアーカイブス』の1作品。 |
| - アーケードアーカイブス ストラテジーX - Arcade Archives STRATEGY X | 2025年6月19日  | Nintendo Switch                          | ハムスター （移植担当） | ハムスター                 | ダウンロード販売 （ニンテンドーeShop）        | - 業務用版のエミュレーション移植。 - 『アーケードアーカイブス』の1作品。 |

### 戦車バトルX
『戦車バトルX』（せんしゃばとるえっくす）は2000年代に携帯端末向けゲームサイト『コナミネットDX』内のアプリとして配信されたフィーチャーフォン用ゲームソフト。業務用ビデオゲーム『ストラテジーX』を元に携帯電話向けにアレンジ移植した作品である。
本作は、iアプリ版とVアプリ版がそれぞれ配信された。iアプリ版のうち、503・FOMA2000シリーズ対応版では、原作を再現した内容のみが含まれている。iアプリ版のうち、504・505・FOMA2102/2051/2701対応版と、Vアプリ版では、原作を再現した全5面の「アーケードモード」と、フィーチャーフォン版で新たに開発された全10面構成の「アレンジモード」が搭載されている。

### アーケードアーカイブス版
2025年6月19日にハムスターがコナミデジタルエンタテインメントからの許諾を受け、PlayStation 4版とNintendo Switch版を配信した。ハムスターが展開する『アーケードアーカイブス』の1作品であり、業務用版の移植となっている。なお、タイトル名の日本語表記は『ストラテジーX』を採用している。
アーケードアーカイブス版では通常のボタン設定に加えて、業務用版の操作環境の再現などを目的とした機能の割り当てが異なる3種類の操作タイプを搭載している。操作タイプによっては、アナログスティックに砲台の回転や発射機能を割り当て可能である。